# Mafia: The City of Lost Heaven
Mafia è un videogioco del 2002 sviluppato da Illusion Softworks e distribuito da Gathering of Developers per Microsoft Windows nel 2002 e per PlayStation 2 e Xbox nel 2004 col titolo Mafia: The City of Lost Heaven. Il protagonista è Thomas Angelo, tassista della città di Lost Heaven (verosimilmente ispirata alla New York e Chicago del 1930) che, nel corso del gioco, scalerà l'organizzazione mafiosa capeggiata da Don Salieri. 
Il gioco ricostruisce con realismo le auto e le armi anni '30, periodo nel quale si sviluppa la trama; inoltre sono tratteggiati numerosi personaggi pittoreschi, tra i quali Paulie e Sam (aiutanti di Tommy), il boss Morello e suo fratello Sergio, capimafia rivali di Salieri. Molte scene del videogioco sono accompagnate dalla musica di Django Reinhardt, Mills Brothers e Duke Ellington.
Nel 2010 è uscito il seguito Mafia II, nel 2016 è uscito il terzo capitolo Mafia III e nel 2020 è uscito il remake Mafia: Definitive Edition.

## Trama

### Ambientazione
Mafia è ambientato nella città fittizia di Lost Heaven durante gli ultimi anni del proibizionismo, intorno agli anni '30. La città è divisa in tre distretti: West Side, composta da edifici industriali, il porto e comunità industriali abitate da immigrati cinesi e italiani; Central Island, il distretto commerciale dove risiedono le strutture municipali; e infine East Side, che ospita i quartieri residenziali e poveri, l'armeria e lo stadio. La storia del gioco ruota attorno a due famiglie mafiose, la famiglia Salieri e la famiglia Morello, che lottano per il controllo della criminalità organizzata della città in seguito alla caduta di una terza famiglia. Oltre a questi due grandi gruppi, la città presenta anche numerose "gang" di strada.

### Storia
Nel 1930, il tassista Siciliano Thomas "Tommy" Angelo si ritrova costretto a portare in salvo due membri della famiglia criminale Salieri, Paulie e Sam, da un'imboscata della famiglia Morello. L'aiuto di Tommy viene ricompensato e gli viene offerto un posto all'interno dell'organizzazione di Salieri, che Tommy ancora una volta è costretto ad accettare quando, il giorno seguente, due gangster di Morello gli sfasciano il taxi per vendicarsi. Tommy viene accolto nella famiglia Salieri e inizia ad assisterla nella gestione del racket di Lost Heaven, supervisionato dal fidato consigliere Frank Colletti. L'ex-tassista diviene inoltre grande amico di Paulie e Sam e si guadagna il rispetto del Don Ennio Salieri.
Nel 1932 Tommy instaura una relazione con Sarah, figlia del barista del locale di Salieri, dopo averla protetta da alcuni teppisti di strada. Sotto ordine di Salieri, Tommy e Paulie si vendicano della gang, ma scoprono che il leader, Billy, ucciso da Paulie, era il figlio di un assessore comunale, amico di Morello, che si allea con lui per vendicarsi. Il giorno seguente, Tommy si occupa di uccidere il direttore di un bordello, che è passato dalla parte di Morello, e una prostituta che gli passa informazioni. Quest'ultima si rivela però essere Michelle, la migliore amica di Sarah, che voleva aiutare il fratello, minacciato e successivamente ucciso dai gangster di Morello. Tommy decide di lasciarla andare e le intima di non farsi più vedere in città. Dopo aver fatto saltare in aria l'ufficio del direttore, Tommy fugge sui tetti e raggiunge la vicina chiesa, dove si sta svolgendo il funerale di Billy. Qui uccide i gangster presenti alla cerimonia: il parroco gli fa notare che la vita che ha scelto è pericolosa e lo macchierà per sempre. Tom, pur cercando di dare una giustificazione morale a quello che ha fatto, prende a cuore l'avvertimento nel parroco.
Nel 1933, in seguito a un'imboscata durante un'attività di contrabbando di alcolici da parte degli uomini di Morello e della polizia, Salieri scopre che Frank ha fornito alle autorità i libri contabili della famiglia e ordina con riluttanza a Tommy di ucciderlo. Scoperto però che Frank era stato costretto a farlo perché la polizia minacciava di uccidere la sua famiglia, Tommy decide di lasciarlo fuggire a insaputa del Don, permettendogli di abbandonare il paese e di rifarsi una vita altrove. Tommy recupera i libri contabili e in seguito le prove contro la famiglia raccolte dal procuratore distrettuale; alla fine, sposa Sarah e diventa padre di una bambina.
Nel 1935 Morello organizza un attacco diretto a Salieri, mentre si trova a pranzo in un ristorante. Salvato da Tommy, il Don dichiara guerra aperta a Morello. Tommy lo aiuta a indebolire la famiglia nemica uccidendo prima l'assessore, riducendo così il suo controllo sulla politica, e poi anche Sergio, fratello di Morello e responsabile della gestione dei sindacati. La guerra termina quando Tommy, Paulie e Sam uccidono Morello abbattendo il suo aereo mentre tentava di abbandonare la città.
Nel 1938, la famiglia Salieri controlla ormai completamente il racket a Lost Heaven ed elimina senza pietà chiunque si opponga. Quando Tommy, Paulie e Sam vengono incaricati di recuperare un carico di sigari rubati, scoprono che esso nascondeva dei diamanti. Resisi conto che Salieri sapeva dei diamanti e ha mentito loro, Tommy e Paulie decidono di rapinare una banca senza l'autorizzazione del Don. Benché il colpo sia un successo, il giorno seguente Tommy trova Paulie morto in casa sua e scopre che tutto il denaro rubato è scomparso. Incontratosi con Sam per discutere della questione, scopre che Salieri gli ha ordinato di uccidere sia lui che Paulie per averlo tradito; in realtà, è palese che Sam avesse venduto i suoi amici al boss in quanto era l'unico a sapere della rapina in banca e né Paulie né Tom erano stati identificati dalla polizia; viene inoltre messo al corrente della sorte di Frank e Michelle, entrambi scovati e uccisi dagli uomini del Don, che ha così scoperto la verità. Tommy sopravvive all'imboscata di Sam e riesce a ucciderlo, ma è costretto a nascondersi insieme alla sua famiglia. Temendo per la propria incolumità, si mette in contatto con il detective Norman, un investigatore che da anni indaga sulla famiglia Salieri, e accetta di testimoniare contro di loro in cambio di uno sconto di pena e della protezione della sua famiglia. Norman accetta e il processo che ne segue porta all'arresto dell'intera famiglia, con il Don che viene condannato all'ergastolo.
Trascorsi otto anni in carcere, Tommy viene finalmente rilasciato e può riabbracciare la sua famiglia, che viene così messa nel programma protezione testimoni e costretta a trasferirsi a Empire Bay. Lì, la famiglia vive pacificamente fino al 1951, quando Tommy viene ucciso dai due sicari Vito Scaletta e Joe Barbaro per conto della famiglia Salieri. Il gioco termina con un monologo di Tommy, che racconta di come va realmente il mondo e conclude dicendo che è sempre importante bilanciare le cose, poiché chi pretende troppo rischia di perdere tutto, chi pretende troppo poco rischia, invece, di non ottenere nulla.

## Modalità di gioco
Nel gioco ci sono varie modalità:
- Nella modalità Storia, ci sono venti missioni da completare per arrivare alla fine del gioco e per sbloccare la modalità A Tutto Gas. Le missioni sono molto differenti tra loro e comportano anche lo sblocco di auto e ambientazioni nella modalità Fatti Un Giro. Ogni quattro missioni si avanza di qualche anno nella storia e c'è un intermezzo video in cui Tommy prosegue le sue confessioni con il detective.

- Nella modalità Fatti un Giro, il giocatore impersona Thomas Angelo in un giro completamente libero nella città di Lost Heaven. In questa modalità non ci sono obiettivi da completare e la libertà d'azione è massima. Alcuni scenari (come la campagna e l'ambientazione notturna) possono essere usati solo dopo aver svolto alcune missioni. Anche la scelta dell'auto iniziale dipende dallo svolgimento delle missioni, soprattutto della modalità A Tutto Gas.

- Nella modalità A Tutto Gas bisogna intraprendere diciannove strane missioni che hanno ognuna come premio un'auto speciale. La maggior parte delle missioni richiede un'ottima capacità di guida. Si dispone di un'auto iniziale con la quale fare la prima missione, si ha inoltre una casa nella quale è possibile salvare il gioco e recuperare salute, nonché parcheggiare le varie auto nell'ampio giardino.

- Nella modalità Tutorial si impareranno i fondamentali del gioco: come sparare, compiere azioni, guidare e come comportarsi di fronte alla polizia guidati dalla voce di Vincenzo.

- Solo nelle versioni console è presente la modalità Corsa, che consiste nel vincere alcune gare lungo circuiti di Lost Heaven ricevendo in cambio un'auto nuova. È assente nella versione PC, sostituita da "A Tutto Gas" che serve per sbloccare nuove auto e prototipi.

I capitoli della modalità Storia sono 20 e si dividono in sotto-capitoli, per un totale di 116 salvataggi, a gioco completo.  
Il gameplay non cambia (solo poche volte c'è qualche cambiamento): Il Don o qualche altro membro della famiglia dà informazioni sulla missione; si prendono le armi da Vincenzo e la macchina da Ralph; si svolge la missione; a missione finita si può tornare al Bar di Salieri o passare a trovare Luca, quando è possibile, (a partire da "Scampagnata"). Se si sceglie di tornare al Bar partirà la missione successiva; se invece si va da Luca, egli chiederà a Tommy di svolgere alcuni favori e, in cambio, rivelerà l'ubicazione di meravigliose macchine di lusso.
Alla fine di ogni anno, partirà un intermezzo e si vedranno Norman e Tommy parlare.

### Differenze tra versioni PC e Xbox/PS2
Nella versione del gioco per Xbox/PS2 esistono alcune differenze rispetto alla versione per PC. Sono assenti la modalità A tutto gas (che viene sostituita dalla modalità "corsa"), il tutorial e alcune funzionalità della modalità Fatti un giro. Infine la versione Xbox/PS2 risulta molta più castrata  sul lato tecnico e grafico, in particolare la fisica dei veicoli, i danni alle auto e le armi da fuoco sono molto meno curati e realistiche rispetto alla versione per PC Windows, sul lato tecnico le fonti di luce, l'illuminazione risultano assenti, con una forte riduzione della distanza visibile, sui riflessi e precisione dell'illuminazione tra cui le ombre, ed in particolar modo su PlayStation 2 dove mancano completamente anche l'illuminazione dei fari dei veicoli e la trama di molte texture, come nel caso dell'asfalto stradale, inoltre è completamente assente il sangue.

### Armi
In Mafia le armi sono di svariato tipo; si va dalle mani nude a diverse armi bianche come il pugno di ferro, a vari tipi di fucili, mitra Thompson 1928, granate e oggetti vari. 
Nella modalità Storia le armi sono affidate in custodia da Vincenzo, l'armaiolo personale di Don Salieri, tranne nelle ultime missioni in cui devono essere acquistate nell'armeria Yellow Pete; nella modalità Fatti un giro vanno sempre comprate all'armeria, oppure sottratte ai gangster uccisi. Durante il gioco il protagonista può portare con sé otto armi più una in mano, avendo anche la possibilità di nasconderle, nei risvolti dei vestiti, agli occhi inquisitori delle forze dell'ordine.

## Personaggi principali

### Thomas Angelo
Thomas Angelo (1900-1951), protagonista del gioco, è soprannominato Tommy o Tom. Nato in Sicilia, nei pressi di Messina, da una modesta famiglia di contadini. All'età di sette anni emigra negli Stati Uniti insieme ai genitori, stabilendosi a Lost Heaven. All'inizio del gioco, nell'autunno del 1930, è un semplice tassista, che viene costretto a salvare due gangster di un padrino mafioso locale fuggendo dai sicari della famiglia Morello. Tommy viene però individuato dagli inseguitori e così, per tutelarsi, è costretto suo malgrado ad unirsi all'associazione mafiosa di Don Salieri. Nonostante le titubanze iniziali ben presto si integra nella famiglia e gli vengono affidate missioni sempre più complicate, finché diverrà il braccio destro del padrino.
Solitamente è accompagnato nelle missioni dai due sicari Paulie e Sam, gli stessi che aveva salvato all'inizio del gioco. Scoprendo dei giri che alla fine rischiano di costargli la vita, Tommy decide di andare a costituirsi alla polizia, raccontando tutto ad un detective. I due parlano seduti in un Caffè e le missioni da affrontare nel gioco sono flashback dei loro discorsi. Alla fine del gioco Tommy ottiene una notevole somma di denaro e una nuova identità, per lui e per la sua famiglia e si trasferisce in Europa, poi, dopo la fine della guerra ritorna negli Stati Uniti, ma all'altro capo del Paese, cercando di sfuggire alla mafia che lo sta cercando, difeso anche dalla polizia che lo mette sotto protezione, ma il tutto culminerà in un tragico finale con l'uccisione di Tommy Angelo da parte di Joe Barbaro insieme a Vito Scaletta ad Empire Bay il giorno 25 settembre 1951 (Mafia II). 
Sul punto di morire, riflette sulla propria vita: riconosce che il potere, la ricchezza e lo status conquistati nel mondo della mafia sono stati effimeri e privi di vera felicità. Ricorda le persone che ha amato e quelle che ha tradito, comprendendo il valore dei legami autentici rispetto alla violenza e al crimine. Nonostante i crimini commessi, conserva nel cuore la consapevolezza della propria umanità, il desiderio di proteggere chi è vulnerabile e l’importanza di assumersi la responsabilità delle proprie azioni. Questo momento finale rappresenta la maturazione di Tommy, che, pur pagando il prezzo delle sue scelte, mostra una riflessione profonda sui valori della vita, sull’amicizia e sul senso dell’esistenza.
La voce originale è di Michael Sorvino, doppiata in italiano da Claudio Moneta.

### Don Ennio Salieri
Uno dei personaggi principali del gioco, Ennio Salieri (1876-1958), anche lui Siciliano, nato a San Celeste, è a capo della famiglia a cui appartiene Thomas Angelo e può essere considerato l'antagonista principale del gioco. All'inizio offre un lavoro al protagonista per aiutarlo a salvarsi da Don Marco Morello, il boss rivale in città. Per condurre la guerra contro Morello si avvale di molte persone, in primis del consigliere Frank e dei gangster Paulie, Sam e Tommy Angelo. La sua base è il Salieri's Bar and Restaurant a Little Italy, gestito da un suo amico di nome Luigi.
Nel corso del gioco, ambientato durante gli anni Trenta, Salieri è costretto a difendersi da Morello, e intraprende una feroce lotta armata per eliminare il suo pericoloso rivale. Durante il gioco decide di uccidere Frank, il suo braccio destro, risparmiato però da Tommy. Ucciso il rivale Morello, imbroglia tutti i suoi uomini (tranne Sam) e, dopo che Paulie e Tommy scoprono gli imbrogli, Paulie viene eliminato da Sam, e lo stesso dovrà succedere a Tommy che riesce a sopravvivere, uccidendo Sam. Salieri non mantiene tuttavia a lungo il controllo del territorio: il suo principale braccio destro, Tommy Angelo, si pente e testimonia al processo nei confronti dell'intera banda di Salieri, il quale viene, alla fine, arrestato e condannato all'ergastolo. Grazie però ad alcuni suoi contatti, scopre dove Tommy è stato nascosto e grazie alla sua amicizia con Carlo Falcone di Empire Bay, riesce a vendicarsi di Tommy. Muore 7 anni dopo di lui. La voce originale è di George DiCenzo, doppiata in italiano da Riccardo Rovatti.

### Paulie
Paulie Lombardo (1898-1938), uno dei più importanti gangster della famiglia Salieri, al primo incontro con Tommy è ferito all'addome e sarà compito del giocatore portarlo in salvo dagli sgherri di Morello. Presto diventa il miglior amico del protagonista, nonostante la diversità di vedute sulla violenza: Tommy infatti spesso ne fa a meno, mentre per Paulie sembra di fondamentale importanza per risolvere ogni situazione.
Questo uso sconsiderato della violenza ha origini anche dalla sua difficile infanzia: l'uomo è infatti cresciuto per strada nel quartiere di Little Italy, ed è stato proprio Salieri a salvargli la vita invitandolo ad unirsi all'organizzazione. La sua vita avrà un finale tragico in quanto verrà ucciso a casa sua; proprio dal suo amico dell'organizzazione Sam, su ordine di Salieri che voleva punire la rapina alla banca. La voce originale è di William DeMeo, doppiata in italiano da Riccardo Lombardo.

### Sam
Samuel Trapani (1897-1938), nato a San Celeste, in Sicilia. Gangster ai vertici della famiglia Salieri, spesso viaggia in compagnia di Paulie e Tommy. È meno violento rispetto a Paulie, ma molto più affezionato alla famiglia, come dimostrerà durante tutto il gioco. Responsabile della morte di Paulie nel 1938. Verrà ucciso dal proprio amico dell'organizzazione Tom Angelo sfuggendo all'agguato preparato da Sam nella galleria d'arte. E' il figlio di Luca Trapani, uno dei personaggi principali nell'ultimo capitolo della saga Mafia: Terra Madre, ambientato nella Sicilia dei primi del 900. La voce originale è di Matt Servitto, doppiata in italiano da Marco Balzarotti, è l'ultimo nemico del gioco.

### Don Marco Morello
È un capomafia di Cosa Nostra (1877-1935), nemico giurato di Don Ennio Salieri. È una persona estremamente crudele capace di compiere ogni possibile nefandezza; infatti, in una storia di Tommy, Morello ha ucciso con le sue mani un uomo che era colpevole solo di aver urtato contro la sua lussuosa auto, fracassandogli la testa sul cofano del motore dell'auto dello sfortunato uomo e, non si fa problemi a "sacrificare" membri della sua banda, pur di mantenere il suo sconsiderato potere. Inoltre, grazie alla corruzione, può contare su moltissimi appoggi negli ambienti del potere amministrativo di Lost Heaven.
La storia di Morello è quantomeno sconosciuta.
Di lui si sa solo che negli anni Venti progettò insieme a Salieri, che come lui era un braccio destro del capo assoluto di Cosa Nostra a Lost Heaven, Don Peppone, una congiura, nella quale morì proprio quest'ultimo. Morello e Salieri, allora, decisero di spartirsi il territorio dove aveva operato Peppone, ma successivi diverbi e insoddisfazioni condussero i due a fronteggiarsi in una feroce guerra di mafia. In seguito, però, Salieri ebbe la meglio, e Morello venne ucciso dagli scagnozzi dell'odiatissimo rivale (tra cui anche Tommy). La sua voce originale è di John Doman, doppiata in italiano da Gianni Gaude.

### Frank Colletti
Frank Colletti (1877-1938) nato a San Celeste, in Sicilia, dove durante l'infanzia ha conosciuto Ennio Salieri, il futuro Don della famiglia Salieri. E' il consigliere personale di Don Salieri e legato al padrino da una forte amicizia, dovuta al fatto che insieme hanno vissuto un'adolescenza dura per le strade. Frank non si occupa di omicidi, rapine o estorsioni ma cura la parte economica e legale della famiglia. Ha lavorato anche nella famiglia criminale di Don Peppone, come soldato. Inizialmente è il più diffidente verso Tommy, ma presto si ricrede ed incomincia a fidarsi di lui, anche convinto dal boss. In seguito a delle divergenze su alcuni lavori svolti dalla famiglia è costretto a tradirla, inizialmente risparmiato da Tom che per salvarlo decide di non ucciderlo e inscenare una falsa morte. Parte con la sua famiglia in Europa dall'Aeroporto Internazionale di Lost Heaven. Verrà poi trovato e ucciso dagli uomini di Salieri cinque anni dopo la sua fuga. La voce originale è di Dan Grimaldi, doppiata in italiano da Giorgio Melazzi.

### Sergio Morello
Fratello minore e braccio destro di Don Morello, Sergio (1897-1935) apparirà nelle missioni "Buon Appetito" e "Fortunato Bastardo" dov'è il protagonista. Si tratta di un uomo con estrema fortuna, visto che ogni volta che Tommy tenta di ucciderlo sopravvive miracolosamente. La prima volta, Tommy chiama un locale di cui Sergio è il proprietario, chiedendo di parlare con lui, mentre Paulie aspetta fuori pronto ad uccidere colui che risponderà al telefono. Tuttavia, al telefono risponde un dipendente, che viene ucciso erroneamente da Paulie. La seconda volta, Tommy piazza una bomba sotto la sua auto; tuttavia l'amante di Sergio sale in auto per prima e viene uccisa dall'esplosione. La terza volta, Paulie si dirige verso Sergio con un Thompson 1928, che però si rivela essere scarico. Stanco dei fallimenti, il Don affida l'incarico ad altri suoi uomini, che cercano di fare investire la sua auto da un treno. Tuttavia, Sergio si accorge del piano e fa partire l'auto a tutto gas, fuggendo mentre i mafiosi vengono investiti dal treno; Morello si rifugia poi nel porto,dove muore dopo uno scontro all'ultimo sangue con Tommy. La voce originale è di Renaud Sebbane, doppiata in italiano da Luca Sandri.

### Detective Norman
Norman è l'investigatore a cui Tommy racconta la sua storia nella malavita. Inizialmente non è convinto di proteggere Tommy per via dei suoi trascorsi, ma alla fine cambierà idea. La voce originale è di David O'Brien, doppiata in italiano da Marco Balbi.

### Sarah
Sarah Marino è la fidanzata, nonchè futura moglie di Tommy Angelo. È una donna di origine americana, gentile e comprensiva, che rappresenta per Tommy un legame affettivo stabile e un punto di riferimento morale nel corso della sua discesa nel mondo della malavita. Nel corso della storia, Sarah è spesso preoccupata per la sicurezza di Tommy, pur non essendo direttamente coinvolta nelle attività criminali della famiglia Salieri.
Nel remake, il suo ruolo è leggermente ampliato: le conversazioni tra Sarah e Tommy sono più dettagliate, mostrando meglio il loro rapporto e il modo in cui Tommy cerca di bilanciare la vita criminale con la vita privata. La sua presenza aiuta a rendere più umana la vicenda di Tommy, e il rapporto con lei influenza anche il modo in cui vengono vissute e rappresentate alcune scene finali del gioco.

## Ambientazione
Lost Heaven è una città con ambienti ispirati a Chicago e New York City, con una superficie di circa 12 miglia quadrate (30 km²).
Il gioco offre nove quartieri: Central Island, Chinatown, Downtown, Hoboken, Little Italy, New Ark, Oak Hill, Oakwood e Works Quarter.

### Zona Ovest

#### Chinatown
Chinatown è il quartiere degli immigrati cinesi, visitabile a partire dal capitolo "Meglio farci l'abitudine", situato nella parte settentrionale della zona Ovest della città. Due strade conducono verso la campagna, mentre il Terranova Bridge (inizialmente non percorribile) collega il quartiere alla zona Est della città (il quartiere di New Ark), evitando così di passare per Central Island. Qui bazzica spesso Big Biff, informatore della famiglia, e si trovano la vecchia stazione di servizio e il deposito di automobili usate.

#### Little Italy
Little Italy è il quartiere degli immigrati italiani a Lost Heaven e uno dei quartieri più importanti, poiché è sotto il controllo della Famiglia Salieri ed è qui che hanno inizio molte delle missioni del gioco. Fra gli edifici visitati almeno una volta, oltre al Bar di Salieri, la base operativa della famiglia, si trovano l'appartamento di Paulie, l'appartamento di Sarah e l'appartamento di Carlo.

#### Works Quarter
È la zona industriale della città, e uno dei più grandi e antichi quartieri di Lost Heaven; ospita la stazione dei pompieri, la stazione ferroviaria, la stazione per il pompaggio d'acqua e il Porto di Lost Heaven, quest'ultimo per lungo tempo sotto il controllo dei Morello. Una piccola strada a Ovest conduce al Circuito Automobilistico di Lost Heaven.

### Central Island
Central Island è il quartiere amministrativo, commerciale e finanziario della città (con i modelli dei palazzi ispirati al centro finanziario di Chicago); occupa un'intera isola raggiungibile dalla parte Ovest della città per mezzo di una galleria sottomarina, il Central Island Tunnel e un ponte, il West Marshall Bridge, mentre è raggiungibile dalla parte Est per mezzo del West Marshall Bridge (ponti mobili identici a quelli di Chicago) e del Giuliano Bridge. I luoghi di rilievo sono il Municipio, la stazione di Polizia, la galleria civica, il teatro e un piccolo porto affacciato sul lago.

### Zona Est

#### New Ark
New Ark è un altro importante quartiere della città, ispirato a Newark nel New Jersey e fa parte dell'area metropolitana di Lost Heaven anche se nella vita reale non fa parte dell'area metropolitana di New York, città alla quale in parte si ispira la fittizia Lost Heaven; tuttavia viene considerata tale dai suoi cittadini per la sua grande vicinanza a essa. Questo quartiere è sotto il controllo della Famiglia Morello. In questo quartiere vi è collocato l'ospedale cittadino e il Terranova Bridge che collega New Ark con Chinatown.

## Doppiaggio
| Personaggio       | Doppiatore originale | Doppiatore inglese | Doppiatore italiano |
| ----------------- | -------------------- | ------------------ | --- |
| Thomas Angelo     | Marek Vasut          | Michael Sorvino    | Claudio Moneta |
| Paulie            | Petr Rychlý          | William DeMeo      | Riccardo Lombardo |
| Sam               | Ludek Ctvrtlík       | Matt Servitto      | Marco Balzarotti |
| Don Ennio Salieri | Antonín Molcík       | George DiCenzo     | Riccardo Rovatti |
| Frank Colletti    | Dalimil Klapka       | Dan Grimaldi       | Giorgio Melazzi |
| Don Marco Morello | Milan Bouška         | John Doman         | Gianni Gaude |
| Det. Norman       | Alexej Pysko         | David O'Brien      | Marco Balbi |
| Ralph             | Tomás Sýkora         | Jeff Gurner        | Leonardo Gajo |
| Luca Bertone      | Václav Knop          | Jeff Gurner        | Luca Bottale |
| Vincenzo          | Mirolsav Saic        | John Tormey        | Gianni Gaude |
| Luigi             | Tomás Karger         | Paul Scannapieco   | Raffaele Fallica |
| Sarah             | Linda Rybová         | Cara Buono         | Emanuela Pacotto |
| Sergio Morello    | Jakub Saib           | Renaud Sebbane     | Luca Sandri |
| Yellow Pete       | Karel Richter        | Ray DeMattis       | Gianni Gaude |
| Assessore         | ?                    | ?                  | Gianni Gaude |
| Michelle          | Radka Stupková       | Laura Maxwell      | Valeria Falcinelli |
| Vito Scaletta     | Libor Terš           | Bill Buell         | Giorgio Melazzi |
| Big Biff          | Zdnenek Hruska       |                    | Giorgio Melazzi |
| Salvatore         | Zdnenek Hruska       |                    | Leonardo Gajo |
| Joe               | Bohdan Tuma          |                    | Marco Balzarotti |
| Bobby             | Bohdan Tuma          |                    | Marco Balzarotti |
| Marge Colletti    |                      |                    | Valeria Falcinelli |
| Alice Colletti    |                      |                    | Emanuela Pacotto |
| Tonino            | Jiri Valsuba         |                    | Gianni Gaude |
| Pepe              | Jiri Valsuba         | Renaud Sebbane     | Leonardo Gajo |
| Billy             | Libor Hruska         |                    | Luca Bottale |
| Johnny            |                      |                    | Luca Bottale |
| Prete             | Zbysek Pantucek      |                    | Raffaele Fallica |
| Voci aggiunte     |                      |                    | Marco Balbi Marco Balzarotti Luca Bottale Valeria Falcinelli Raffaele Fallica Leonardo Gajo Gianni Gaude Giorgio Melazzi Emanuela Pacotto Luca Sandri |

## Colonna sonora
I brani scelti per la colonna sonora del gioco spaziano tra composizioni jazz di Django Reinhardt e il Quintette du Hot Club de France, The Mills Brothers, Duke Ellington, Louis Armstrong, Louis Prima, Lonnie Johnson, Latcho Drom e una traccia di Louis Jordan. Il tema principale è stato composto da Vladimir Šimůnek, e eseguito dall'Orchestra sinfonica nazionale ceca, diretta dal maestro Adam Klemens. Il brano sui titoli di coda e ringraziamenti è una reinterpretazione del brano Gravesend (Lake of Fire). L'ultima strofa dell'arrangiamento si struttura come il brano tematico del film Il Padrino.

### Elenco dei brani[8]
| Artista                            | Autore                                                                      | Brano                                                |
| ---------------------------------- | --------------------------------------------------------------------------- | ---------------------------------------------------- |
| Lordz of Brooklyn                  | Curt Kirkwood                                                               | Gravesend (Lake of Fire)                             |
| Le Quintette du Hot Club de France | Andy Razaf & Fats Waller                                                    | Honeysuckle Rose                                     |
| Le Quintette du Hot Club de France | Django Reinhardt & Stéphane Grappelli                                       | Minor Swing                                          |
| Le Quintette du Hot Club de France | Féline & A. Mathias                                                         | Coucou                                               |
| Le Quintette du Hot Club de France | Django Reinhardt                                                            | Rhythm Futur                                         |
| Le Quintette du Hot Club de France | Django Reinhardt                                                            | Vendredi 13                                          |
| Le Quintette du Hot Club de France | Django Reinhardt                                                            | Oiseaux des Iles                                     |
| Le Quintette du Hot Club de France | Django Reinhardt                                                            | Belleville                                           |
| Le Quintette du Hot Club de France | Django Reinhardt                                                            | Lentement, Mademoiselle                              |
| Le Quintette du Hot Club de France | Django Reinhardt                                                            | Douce ambiance                                       |
| Le Quintette du Hot Club de France | Django Reinhardt                                                            | Manoir de mes rêves                                  |
| Le Quintette du Hot Club de France | Django Reinhardt                                                            | Cavalerie                                            |
| Le Quintette du Hot Club de France | Claude Joseph Rouget de Lisle (Arr, Django Reinhardt)                       | Echoes of France                                     |
| Le Quintette du Hot Club de France | Johnny Green, Carmen Lombardo & Gus Kahn                                    | Coquette                                             |
| Lonnie Johnson                     |                                                                             | I'm not Rough                                        |
| Lonnie Johnson                     | Duke Ellington & Irving Mills                                               | The Mooche                                           |
| The Mills Brothers                 | Spo-De-Odee                                                                 | I'll Be Glad When You're Dead (You Rascal, You)      |
| The Mills Brothers                 | William Jerome & Jean Schwartz                                              | Chinatown, My Chinatown                              |
| The Mills Brothers                 | Henry Ragas, Edwin B. Edwards, Nick La Rocca, Tony Sbarbaro & Larry Shields | Tiger Rag                                            |
| The Mills Brothers                 | Al Dubin & Harry Warren                                                     | Out For No Good                                      |
| The Mills Brothers                 | Harvey Brooks                                                               | Moanin' For You                                      |
| The Mills Brothers                 | Duke Ellington, Juan Tizol & Irving Mills                                   | Caravan                                              |
| Louis Prima                        | Alex Hill & Irving Mills                                                    | Long About Midnight                                  |
| Louis Prima                        | Hoagy Carmichael & Jo Trent                                                 | Sing It 'Way Down Low                                |
| Louis Prima                        | Dorothy Fields & Jerome Kern                                                | I'm Living In A Great Big Way                        |
| Mise                               |                                                                             | ulicka                                               |
| Dorothy Fields & Jerome Kern       | I'm Living In A Great Big Way                                               |                                                      |
| Latcho Drom                        | Latcho Drom                                                                 | La verdine                                           |
| Louis Jordan and His Tympany Five  | Louis Armstrong                                                             | You Run Your Mouth and I'll Run My Business, Brother |